# Confédération indonésienne des syndicats ouvriers pour la prospérité
La Confédération indonésienne des syndicats ouvriers pour la prospérité, en indonésie Konfederasi Serikat Buruh Sejahtera Indonesia (KSBSI), est une organisation syndicale de travailleurs indonésienne. 

## Histoire
À l'époque du régime de Soeharto, les travailleurs n'étaient pas libres de former le syndicat qu'ils voulaient. L'intimidation, la persécution, la violation des droits, les menaces, étaient pratique courante à l'égard de celles et ceux qui se battaient pour les droits des travailleurs en dehors des organisations imposées par le régime. Celles-ci étaient plutôt un instrument à la disposition des autorités pour contrôler les activités des travailleurs.
Du 24 au 26 avril 1993 se tint à l'hôtel Cipayung à Bogor une réunion nationale, dont l'issue fut la création du Serikat Buruh Sejahtera Indonesia ou "syndicat des ouvriers pour la prospérité indonésien" (SBSI). À cette réunion assistait notamment Abdurrahman Wahid, dirigeant de l'organisation musulmane Nahdatul Ulama et futur président de la République.

## Organisations affiliées
Elle réunit les fédérations suivantes :
- Bupela (Federasi Buruh Pelabuhan, Pelaut dan Nelayan) : ouvriers des ports, marins et pêcheurs
- Fesdikari (Federasi Pendidikan, Pelatihan dan Pegawai Negeri) : éducation, formation et fonctionnaires
- FKUI (Federasi Konstruksi, Umum dan Informal) : construction, services généraux et secteur informel
- FPE (Federasi Pertambangan dan Energi) : mines et énergie
- FTA (Federasi Transportasi dan Angkutan) : transports
- Garteks (Federasi Garmen, Kerajinan, Tekstil, Kulit dan Sepatu) : habillement, artisanat, textile, cuir et chaussure
- Hukatan (Federasi Serikat Buruh Kehutanan, Perkayuan dan Perkebunan) : ouvriers forestiers, du bois et des plantations
- Kamiparho (Federasi Serikat Buruh Makanan, Minuman, Pariwisata, Restaurant, Hôtel dan Tembakau) : industries de l'alimentation et des boissons, tourisme, restauration, hôtellerie et tabac
- Kikes (Federasi Kimia dan Kesehatan) : chimie et santé
- Lomenik (Federasi Logam, Mesin dan Elektronik) : métaux, machines et électronique
- Nikeuba (Federasi Niaga, Informatika, Keuangan dan Perbankan) : commerce, informatique, finances et banque